# Ogcogaster kirbyi
Ogcogaster kirbyi is een insect uit de familie van de vlinderhaften (Ascalaphidae), die tot de orde netvleugeligen (Neuroptera) behoort. 
Ogcogaster kirbyi is voor het eerst wetenschappelijk beschreven door Van der Weele in 1909.